# Кноррек, Детлеф
Детлеф Кноррек (нем. Detlef Knorrek; род. 6 июля 1965, Лангенхаген, Нижняя Саксония) — западногерманский дзюдоист, чемпион ФРГ среди кадетов и юниоров, чемпион (1987, 1991—1993, 1995), серебряный (1994), и бронзовый (1986, 1988—1990, 1996) призёр чемпионатов ФРГ и Германии, бронзовый призёр чемпионата Европы 1991 года, победитель и призёр международных турниров, призёр чемпион Игр доброй воли 1990 и 1994 годов, участник двух Олимпиад. Выступал в полутяжёлой и абсолютной весовых категориях.
На летней Олимпиаде 1992 года в Барселоне Кноррек в первой же схватке проиграл румыну Ивану Раду и выбыл из борьбы за медали.
На следующих играх в Атланте Кноррек в первой схватке снова проиграл, на этот раз португальцу Педро Соаресу, и остался без наград Олимпиады.